# Karel Studený
Karel Studený (* 29. dubna 1947) je bývalý český fotbalový brankář. Po skončení aktivní kariéry působil jako trenér.

## Fotbalová kariéra
V československé lize hrál za SU Teplice a během vojenské služby za Dukla Praha. Nastoupil v 54 ligových utkáních. Ve druhé nejvyšší soutěži hrál za Slovan Liberec. V Poháru UEFA nastoupil za Teplice v roce 1971 ve 2 utkáních proti Zagłębi Wałbrzych.

## Ligová bilance
| Ročník                                   | Zápasy | Góly | Klub           |
| ---------------------------------------- | ------ | ---- | -------------- |
| 1. československá fotbalová liga 1968/69 | 5      | 0    | Dukla Praha    |
| 1. československá fotbalová liga 1969/70 | 2      | 0    | Dukla Praha    |
| 1. československá fotbalová liga 1970/71 | 1      | 0    | Dukla Praha    |
| 1. československá fotbalová liga 1970/71 | 5      | 0    | SU Teplice     |
| 1. československá fotbalová liga 1971/72 | 10     | 0    | SU Teplice     |
| 1. československá fotbalová liga 1972/73 | 13     | 0    | SU Teplice     |
| 1. československá fotbalová liga 1973/74 | 15     | 0    | SU Teplice     |
| 1. československá fotbalová liga 1974/75 | 3      | 0    | SU Teplice     |
| Česká národní fotbalová liga 1981/82     | 29     | 0    | Slovan Liberec |
| Česká národní fotbalová liga 1982/83     | 22     | 0    | Slovan Liberec |
| CELKEM 1. liga                           | 54     | 0    |                |